# François Perrenoud
François Perrenoud (* 21. November 1949 in Vevey) ist ein ehemaliger französischer Eisschnellläufer.

## Werdegang
Perrenoud nahm von 1964 bis 1970 an nationalen Rennen und wurde dabei in den Jahren 1967 sowie 1968 französischer Juniorenmeister im Mehrkampf. International trat er erstmals in der Saison 1967/68 in Erscheinung. Dabei kam er bei der Mehrkampfeuropameisterschaft 1968 in Oslo auf den 27. Platz im Großen Vierkampf und bei den Olympischen Winterspielen 1968 in Grenoble auf den 46. Platz über 500 m, auf den 37. Rang über 1500 m, auf den 31. Platz über 5000 m sowie auf den 26. Platz über 10.000 m. In der folgenden Saison belegte er bei der Mehrkampfeuropameisterschaft 1969 in Inzell den 24. Platz und bei der Mehrkampfweltmeisterschaft 1969 in Deventer den 29. Rang im Großen Vierkampf. Bei französischen Meisterschaften siegte er in den Jahren 1968, 1969 und 1970 im Großen Vierkampf.

## Erfolge

### Olympische Spiele
- 1968 Grenoble: 26. Platz 10.000 m, 31. Platz 5000 m, 37. Platz 1500 m, 46. Platz 500 m

### Mehrkampf-Weltmeisterschaften
- 1969 Deventer: 29. Platz Großer Vierkampf

### Mehrkampf-Europameisterschaften
- 1968 Oslo: 27. Platz Großer Vierkampf
- 1969 Inzell: 24. Platz Großer Vierkampf

## Persönliche Bestzeiten
| Disziplin | Zeit        | Datum             | Ort                  |
| --------- | ----------- | ----------------- | -------------------- |
| 500 m     | 43,0 s      | 30. November 1968 | Inzell               |
| 1000 m    | 1:26,7 min  | 18. November 1968 | Inzell               |
| 1500 m    | 2:14,0 min  | 16. Februar 1968  | Grenoble             |
| 3000 m    | 4:46,0 min  | 23. Dezember 1967 | Grenoble             |
| 5000 m    | 8:06,4 min  | 13. Januar 1968   | Madonna di Campiglio |
| 10000 m   | 16:52,8 min | 11. Januar 1969   | Madonna di Campiglio |